# HMAS Sydney (D48)
Pour les autres navires du même nom, voir HMAS Sydney.
Le HMAS Sydney est un croiseur de la Royal Australian Navy ayant servi entre 1934 et 1941. Le Sydney connaît d'importants succès durant les premières années de la Seconde Guerre mondiale avant de disparaître dans des conditions entourées de mystère. Il coule le 19 novembre 1941 avec tout son équipage de 645 hommes. Ceci représente la plus grande perte humaine sur un navire de guerre australien.
Après plusieurs années de recherches, l'épave du navire allemand l'ayant coulé, le croiseur auxiliaire Kormoran est retrouvée le 12 mars 2008. Le 17 mars de cette même année, le premier ministre australien Kevin Rudd annonce que l'épave du Sydney a elle aussi été retrouvée. Elle repose à 150 km de la baie Shark et à 22,6 km des restes du Kormoran.

## Description

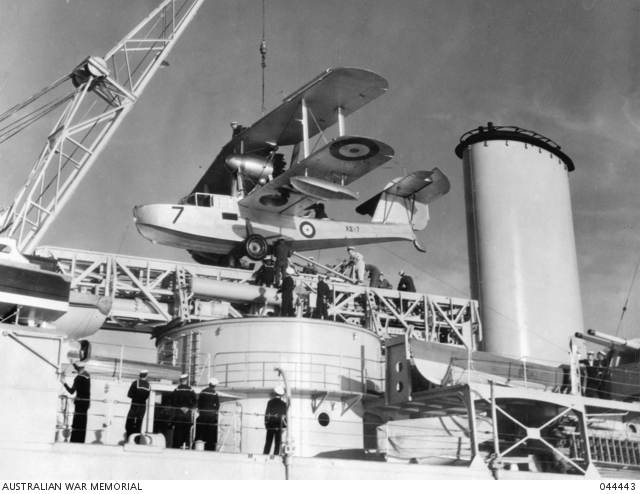
Un Supermarine Walrus chargé sur un classe Leander dans la baie de Sydney en 1939.

Le Sydney est l'un des trois croiseurs commandés en 1931-132 par la Royal Navy et formant la classe Amphion ; il s'agit d'un sous-groupe amélioré de la classe Leander. Les navires de type Amphion disposent d'une machinerie redondante, ils contiennent une salle des machines et des chaudières doublées. Ceci est rendu visible par la présence de deux cheminées, alors que les croiseurs de la classe Leander n'en possèdent qu'une. Les navires de la classe Amphion font 171 m de long, ont un tirant d'eau de 4,6 m et un déplacement de 6 830 tonnes.
L'armement des navires inclut 4 paires de canons de 6 pouces (152 mm) en quatre tourelles, quatre canons antiaériens de 4 pouces (102 mm) sur affût simple, trois groupes de mitrailleuses lourdes Vickers de 0,5 pouce (12,7 mm) montées par quatre et 8 lance-torpilles de 21 pouces (533 mm). Ils disposent d'une catapulte permettant de lancer des hydravions (d'abord des Supermarine Seagull (en) puis, des Supermarine Walrus).
L'armement comporte certaines lacunes : les canons antiaériens de 4 pouces (102 mm) ne disposent pas de bouclier, la défense anti-aérienne n'a pas assez de puissance de feu. En 1938, le commandant Wallers indique au commandement naval australien que les canons du HMAS Sydney sont extrêmement vulnérables au feu de l'ennemi. Ces problèmes sont par la suite réglés sur le HMAS Hobart mais ne le sont pas sur le Sydney.

## Histoire

### Construction et mise en service
Le Sydney est construit par la Swan Hunter & Wigham Richardson Limited à Wallsend en Angleterre sous le nom de HMS Phaeton. En 1934, juste avant son lancement, il est acheté par le gouvernement australien et renommé en mémoire du premier Sydney (en). Il est baptisé en présence d'Ethel Bruce, la femme de S. M. Bruce, haut-commissaire en Grande-Bretagne et ancien premier-ministre australien. Un an plus tard, après des essais en mer, il fait cap le 24 septembre 1935 sur Portsmouth sous le commandement du capitaine John Fitzgerald de la Royal Navy. Il est officiellement mis en service à Portsmouth le 24 septembre 1935.
Le 29 octobre 1935, il part pour l'Australie mais est dérouté vers la mer Méditerranée à la suite de l'invasion italienne de l'Abyssinie. Là il participe à la mise en œuvre du blocus contre l'Italie décidé par la SDN jusqu'en janvier 1936. Il rejoint finalement l'Australie le 2 août 1936.

### Déploiement lors de la Seconde Guerre mondiale
Les premières missions du Sydney consistent à effectuer des patrouilles et des convoyages dans l'océan Indien. Puis, lorsque l'Italie entre en guerre, le navire rejoint la mer Méditerranée le 26 mai 1940 après être passé par le canal de Suez. Il est placé sous le commandement du capitaine John Augustine Collins (en) et rattaché au 7e escadron de croiseurs basé à Alexandrie. L'un des faits d'armes du Sydney en Méditerranée est la destruction du destroyer italien Espero (lors de la bataille du convoi Espero) malgré la ténacité de son équipage qui lutte jusqu'aux derniers instants,.
Le 19 juillet 1940, lors de la bataille du cap Spada à proximité de la Crète, de concert avec une escadre de destroyers britanniques, il part à la poursuite des croiseurs légers italiens à haute vitesse Bartolomeo Colleoni et Giovanni dalle Bande Nere. Lors de la bataille qui s'ensuit, le Bartolomeo Colleoni est touché puis coulé par les torpilles lancées depuis les destroyers tandis que le Giovanni dalle Bande Nere parvient à échapper à ses poursuivants. Durant l'affrontement, le Sydney connaît les seuls dommages de sa campagne méditerranéenne lorsqu'un obus transperce l'une de ses cheminées. Cette victoire a des répercussions stratégiques importantes, elle permettra aux Alliés de contrôler sans partage la Méditerranée orientale jusqu'à la chute de la Grèce face aux forces de l'Axe 9 mois plus tard.
Le 27 juillet 1940, lors d'un convoyage dans le détroit des Dardanelles en compagnie du HMS Neptune, le Sydney participe à la destruction du petit navire-citerne grec Ermioni chargé d'approvisionner en carburant la garnison italienne du Dodécanèse. d'août à septembre, le Sydney prend part à plusieurs opérations dont les bombardements des positions italiennes de Bardia en Libye et d'un aérodrome situé à Scarpanto dans le Dodécanèse. Le Sydney retourne ensuite à Alexandrie pour des opérations de maintenance puis repart.
En octobre, le Sydney accompagné d'un autre croiseur de la classe Leander, le HMS Orion bombarde le port d'Astypalée (port Maltesana) dans le Dodécanèse. En novembre, il achemine des troupes et du matériel en Crète. Dans la nuit du 11 au 12 novembre, dans le cadre de l'opération MB8, le Sydney, l'Orion, l'HMS Ajax (autre croiseur de la classe Leander) ainsi que deux destroyers attaquent un convoi italien constitué de quatre cargos escortés par deux navires de guerre lors de la bataille du canal d'Otrante. L'ensemble des navires marchands est coulé mais leur escorte parvient à s'échapper.
Le Sydney se rend ensuite à Malte pour des opérations d'entretien puis prend le départ pour l'Australie le 12 janvier 1941 dans le cadre d'un redéploiement décidé à la suite des attaques allemandes sur Nauru dans le Pacifique. En cours de route, il participe à des convoyages. Il arrive au port de Fremantle le 5 février puis de nouvelles opérations de maintenances ont lieu en baie de Sydney. Durant ce laps de temps, le capitaine Joseph Burnett prend le commandement du navire. L'équipage du navire est honoré par la ville lui ayant donné son nom de baptême, les écoliers ont droit à un jour férié pour pouvoir se rendre à leur défilé. Le 27 février, le navire quitte la métropole australienne pour se rendre à sa nouvelle base, Fremantle. De là il est déployé dans l'océan Indien où il mène des opérations de patrouille et de convoyage, s'aventurant occasionnellement dans les eaux du Pacifique.

### Dernière bataille et disparition

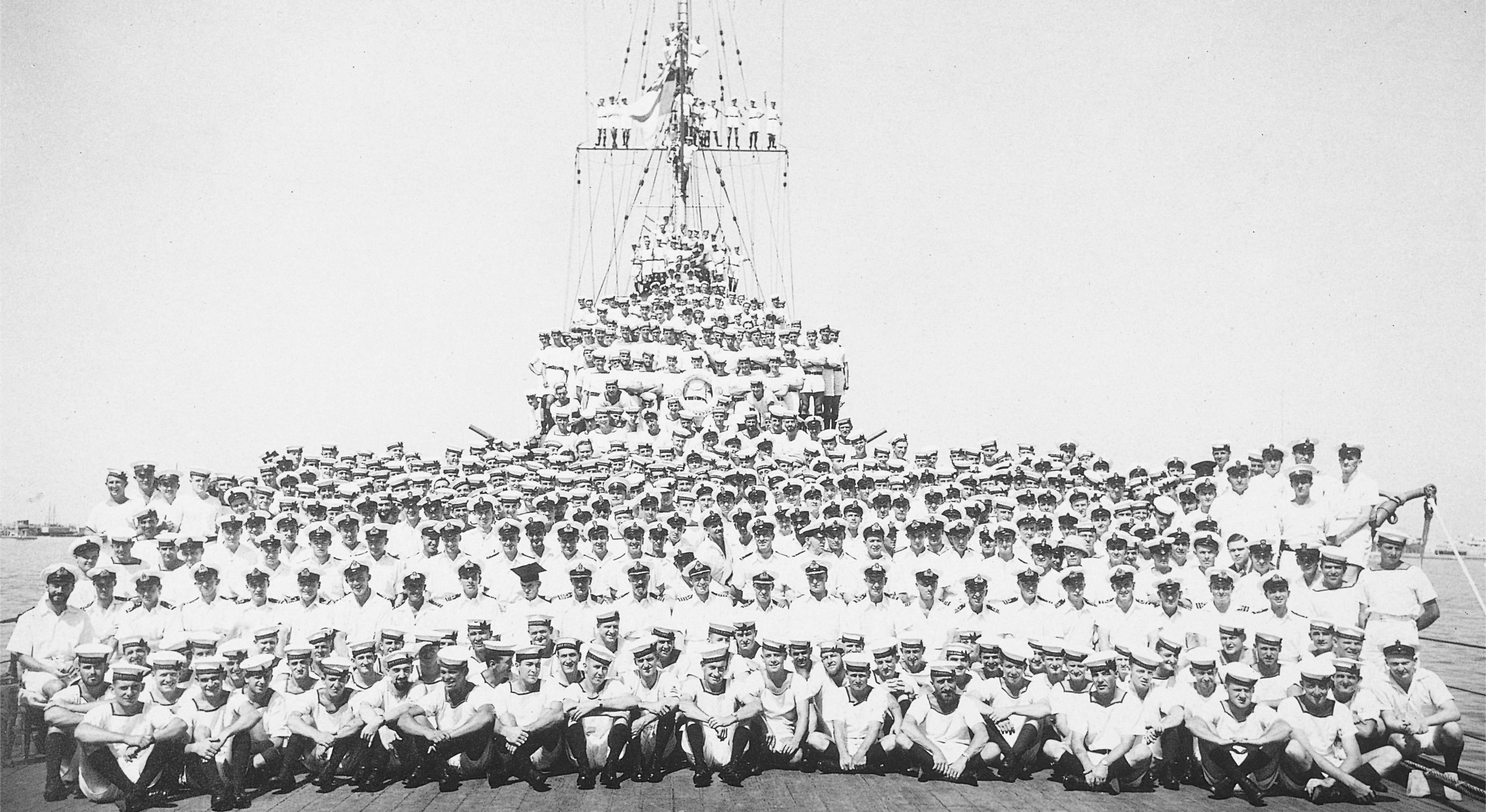
Les 645 hommes du Sydney à son bord en 1941.

Le 5 novembre 1941 à Albany en Australie-Occidentale, le Sydney entame l'escorte du transport de troupes Zealandia, en route pour Singapour. Les deux navires arrivent à Fremantle le 11 novembre. Le 17 novembre, le Sydney passe la main au HMS Durban dans le détroit de la Sonde, il est prévu qu'il soit de retour à Fremantle le 20 novembre. À cette époque, il y a déjà des opérations de l'Axe dans les eaux australiennes, il est donc demandé au commandement du navire de se livrer à des inspections en cours de route.
À environ 4h du matin le 19 novembre, à l'ouest de la baie Shark en Australie-Occidentale, le Sydney détecte la présence de ce qu'il croit être un navire marchand et le somme de s'identifier. Ce dernier déclare être un bateau néerlandais nommé Straat Malakka. Il s'agit en fait du croiseur auxiliaire Kormoran, un cargo converti en navire de guerre aisément camouflable et naviguant sous faux pavillon. Selon les témoignages des survivants du Kormoran, le Sydney s'approche alors sans crainte à 1 000 m du navire allemand et est pris de court lorsque l'équipage du Kormoran ouvre le feu pratiquement à bout portant au moyen de son artillerie et de ses lance-torpilles dissimulés. En 2009, l’Australian Defence Science and Technology Organisation, après une étude du site du naufrage ainsi que des témoignages des rescapés du Kormoran, parvient à la conclusion que lors de l'attaque, le Sydney connaît d'importantes destructions à la suite de la mise en action de pièces d'artillerie de différents calibre à bout portant. Les munitions dont le poids total avoisine les quatre tonnes ainsi que des torpilles s'abattent sur le navire australien. Plusieurs feux se déclarent alors et la majeure partie des canots de sauvetage est détruite.

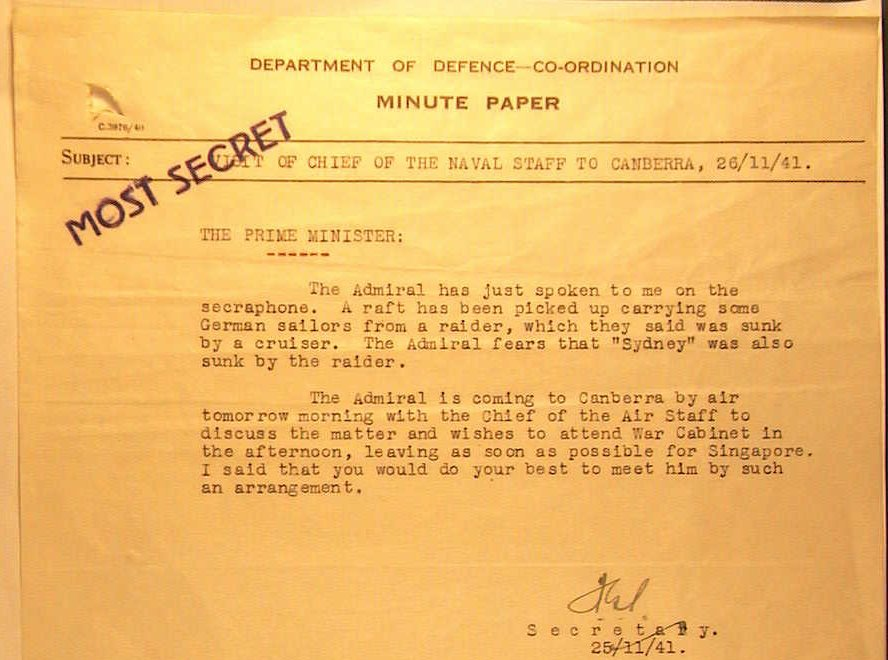
Memorendum de Frederick Shedden du ministère de la guerre adressé au premier ministre John Curtin. C'est le premier document officiel indiquant que le Sydney a en toute probabilité disparu en mer.

Le Kormoran est aussi sévèrement endommagé lors de la bataille. Il doit être abandonné et sabordé en raison d'une avarie moteur et d'un feu ne pouvant être contrôlé. Les survivants sont recueillis au bord des navires Koolinda (31), Aquitania (26), Trocas (25) et HMAS Yandra (2), 103 autres membres d'équipage parvenant à rejoindre Carnavon sur leurs canots de sauvetage. Ils rapportent que le Sydney a coulé corps et bien après avoir été vu en feu. Aucun survivant du croiseur australien n'est retrouvé.
Il faut 6 jours après la disparition du navire (le 25 novembre) pour que la Royal Australian Navy acquière la certitude que le Sydney a bel et bien été perdu et pour qu'elle en informe le secrétaire du ministère de la guerre qui à son tour rapporte le fait au premier ministre par écrit.

### Débris flottants duSydney

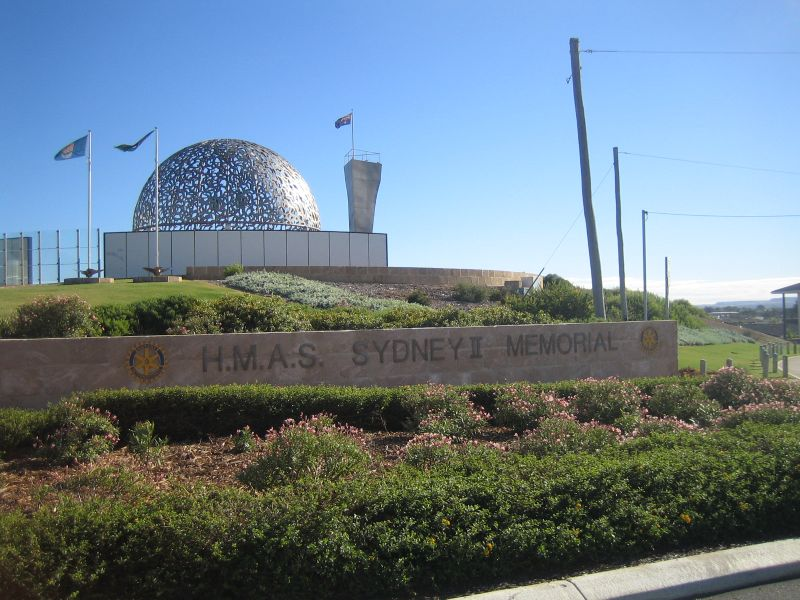
Mémorial dédié au HMAS Sydney à Geraldton.

L'Australian War Memorial expose un canot de sauvetage endommagé par des éclats d'obus découvert en mer par le HMAS Heros (en) neuf jours après la disparition du Sydney. Jusqu'à la découverte de l'épave il s'agissait de l'unique relique substantielle du navire.
Autour du 6 février 1942, un autre canot de sauvetage contenant le corps d'un adulte de peau blanche est découvert au large de l'île Christmas à environ 2 500 km du théâtre de la bataille entre le Sydney et le Kormoran. On ne parvient alors à identifier ni le corps, ni les origines du canot bien qu'il soit de nos jours certain que les deux aient pour provenance le Sydney. Les documents concernant le corps et sa sépulture semblent avoir été perdus à la suite de l'occupation japonaise de l'île. Plusieurs recherches dans un cimetière ne permettent pas de retrouver les restes du militaire, jusqu'en octobre 1986, date à laquelle une mission archéologique parvient enfin à retrouver le corps du marin inconnu. Lors de son examen, des éclats d'obus sont retrouvés dans son crâne. Il n'est pas possible de retrouver l'identité de l'homme mais ses liens avec le Sydney sont indiscutablement établis. Des recherches à partir de son ADN sont réalisées et le 19 novembre 2021, 80 ans jour pour jour après la meurtrière bataille navale, la marine australienne dévoile l’identité de l’homme qui a survécu au naufrage pour mourir seul au milieu de l’océan : il s’agit de Thomas Welsby Clark, 21 ans, qui était en poste à bord du Sydney depuis deux mois et demi. Son ADN, récupéré lors d’une exhumation en 2008, a parlé après 13 ans de recherches intensives dans toute l’Australie. La nièce du marin inconnu, Leigh Lehane, déclare bouleversée : « Il m’a portée dans ses bras juste avant d’embarquer à bord du HMAS Sydney alors que j’étais encore une toute petite fille. Je suis sans doute la seule personne encore en vie qui a connu Thomas. »,,.
En mars 1943, une bouée de sauvetage provenant du Sydney est retrouvée à proximité de Comboyuro Point sur l'île Moreton dans le Queensland. Il n'est cependant pas possible de déterminer si elle a été perdue avant ou après la bataille avec le Kormoran.

## Découverte duKormoranet duSydney
La Finding Sydney Foundation annonce le 12 mars 2008 que l'épave du Kormoran a été retrouvée après une campagne de recherche lancé début mars, financée à hauteur de 3,9 millions de $AUD sur des fonds publics et privés. L'équipe est dirigée par David Mearns (en), un expert en recherche d'épaves anglo-américain. Le navire est retrouvé à 207 km à l'ouest de Steep Point gisant à 2 560 m de fond.
Le 16 mars 2008, l'épave du Sydney est retrouvée à 26° 14′ 37″ S, 111° 13′ 03″ E à approximativement 190 km à l'ouest de Steep Point et à 22,6 km de l'épave du Kormoran. Le 3 avril 2008, le premier ministre australien Kevin Rudd confirme la découverte et précise que l'épave gît à 2 470 m de fond. Le même jour, la Finding Sydney Foundation publie les premières images de l'épave obtenues par un véhicule ROV. Les images montrent que la proue a été arrachée.
L'épave du Sydney est protégée au titre de l'arrêt australien de 1976 portant sur les épaves de navires historiques et est considérée comme étant un cimetière militaire.

## Commission d'enquête
Une commission d'enquête sur la perte du Sydney est annoncée à la suite de la découverte des deux épaves. Bien que des recherches aient été menées auparavant, il s'agit de la première investigation officielle menée par une commission d'enquête qui donne ses conclusions en octobre 2008.
Des études sur les circonstances des naufrages sont toujours en cours.

### Sources
Sources primaires consultées
- Theodor Detmers, « Action Report (Coded message) », Royal Australian Navy Archive, 1941 (consulté le 15 septembre 2008)
- (en) David Mearns, « Wreck of HSK « Kormoran » Discovered », Finding Sydney Foundation, 16 mars 2008 (consulté le 6 avril 2008)
- (en) « HMAS « Sydney » (II) discovered », Finding Sydney Foundation, 17 mars 2008 (consulté le 6 avril 2008)
- (en) « Latest Search Reports: 5th April 2008 Report », Finding Sydney Foundation, 5 avril 2008 (consulté le 7 avril 2008)
- « HMAS Sydney (II) », Royal Australian Navy (consulté le 23 août 2008)

Sources secondaires consultées
- « HMAS Sydney II and the Kormoran », Australian War Memorial (consulté le 17 mars 2008)
- (en) Bernard Edwards, "Salvo! : Classic Naval Gun Actions", Londres, Brockhampton, 2002 (ISBN 978-1-86019-959-2, lire en ligne)
- (en) T.R. Frame, No Pleasure Cruise the Story of the Royal Australian Navy, Crows Nest, Allen & Unwin, 2004 (ISBN 978-1-74114-233-4, LCCN 2004444900, lire en ligne)
- (en) Eric Grove, German Capital Ships and Raiders in World War II, Londres, Routledge, 2002, 1re éd. (ISBN 978-0-7146-5208-5, LCCN 2002019225, lire en ligne)
- (en) Reginald John Hardstaff, Leadline to Laser : The Hydrographic Service, Royal Australian Navy, 1920–1995, Northwood, NSW, R.J. Hardstaff, 1995 (ISBN 978-0-646-25053-3, lire en ligne)
- (en) Martin David Gibbs, The Corpse in the Carley Float) — An archaeological survey of the Christmas Island Cemetery and the possible site of an HMAS Sydney sailor, Dept. of Maritime Archaeology, Western Australian Maritime Museum, 1997 (lire en ligne)
- (en) George Henry Johnston, Action at Sea : The Saga of the « Sydney », Houghton Mifflin Company, 1942 (lire en ligne)
- (en) John Keegan et Sydney L. Mayer, The Rand McNally Encyclopedia of World War II, Rand McNally, 1977 (lire en ligne)
- (en) Peter London, British Flying Boats, Stroud, Sutton, 2003 (ISBN 978-0-7509-2695-9, lire en ligne)
- (en) Michael McKernan, The Strength of a Nation : Six Years of Australians Fighting for the Nation, Crows Nest, Allen & Unwin, 2006, 1re éd., poche (ISBN 978-1-74114-714-8, lire en ligne)
- (en) Peter Plowman, Coast to Coast : The Great Australian Coastal Liners, Dural, Rosenberg Publishing, 2007, 1re éd., poche (ISBN 978-1-877058-60-8, lire en ligne)
- (en) Bruce W. Pratt, The Australian Encyclopaedia, Grolier Society of Australia, 1979 (lire en ligne)
- (en) David Stevens, The Royal Australian Navy in World War II, Crows Nest, Allen & Unwin, 2005, 2e éd. (ISBN 978-1-74114-184-9, lire en ligne)
- (en) Bruce T. Swain, A Chronology of Australian Armed Forces at War 1939–45, Allen & Unwin, 2001 (lire en ligne)
- (en) Proceedings of the United States Naval Institute, United States Naval Institute (lire en ligne)
- (en) « Historic protection for HMAS « Sydney », « Kormoran » », ABC News,‎ 17 mars 2008 (lire en ligne, consulté le 17 mars 2008)
- (en) Nick Squires, « HMAS « Sydney » found off Australia's west coast », The Telegraph,‎ 17 mars 2008 (lire en ligne, consulté le 18 mars 2008)

Sources tertiaires consultées
- (en) Timothy O’Leary, Frank Leahy et Joseph Leach, « A Method For Handling Uncertainty in the Search for HMAS Sydney », Hydrographic Surveying II, Washington,‎ 26 février 2002 (lire en ligne, consulté le 4 juin 2008)